# Paris-Manhattan
Paris-Manhattan ist eine französische Filmkomödie aus dem Jahr 2012.

## Handlung
Seitdem sie 15 Jahre alt ist, ist Alice Ovitz ein großer Fan von Woody Allen. Sie hat all seine Filme gesehen und unterhält sich imaginär immer wieder mit einem Poster von ihm, welches in ihrem Zimmer hängt. Dabei berät er sie in allen Lebenslagen, etwa wenn sie sich in den Jazzfan und Ingenieurstudenten Pierre verliebt, ihre Schwester Hélène ihn ihr wegschnappt und anschließend zwei Jahre später heiratet. Seine Ratschläge helfen ihr auch in den folgenden Jahren, die gescheiterten Liebeleien mit anderen Männern und den Neid auf die glückliche Ehe ihrer Schwester zu verarbeiten. In Sachen Arbeit läuft es besser, denn als sich ihr Vater Isaac zur Ruhe setzt, überschreibt er ihr seine Apotheke. Dort ändert sich einiges, so verkauft sie zwar für die körperlichen Beschwerden Medikamente, für die seelische Linderung verleiht sie jedoch bisweilen DVDs, häufig die von Woody Allen.
Mit ihrem Leben könnte sie zufrieden sein, wäre da nicht der beständige Wunsch ihres Vaters Isaac, sie möge endlich heiraten. Immer wieder verteilt er ihre Visitenkarte an alleinstehende Männer und lädt sie gar nach Hause ein.
In ihrer Apotheke muss sie auf Drängen ihres Vaters eine neue Sicherheitsanlage einbauen lassen. Victor, den hierfür beauftragten Sicherheitsfachmann, lernt sie zufällig in einer Galerie kennen, ohne sich zunächst für ihn zu interessieren. Vielmehr interessiert sie sich für den Singlemann Vincent, der ebenfalls ein Fan von Woody Allen und Cole Porter ist. Während sie mit diesem eine Affäre eingeht, ist Victor immer wieder „zufällig“ anwesend. So diniert er mit ihr, den Eltern und Pierre und Hélène. Sowohl er als auch Alices Eltern haben den Verdacht, dass Pierre Hélène betrügt. Um dies zu beweisen, brechen sie unabhängig voneinander in deren Wohnung ein. Wider Erwarten finden sich dort keine Beweise. Erst als Alice einige Zeit darauf von Victor einen Anruf erhält, dass Pierre sich in einem noblen Hotel mit einer jungen Dame treffe, scheint die Befürchtung Gewissheit zu werden. Doch als sie mit Victor die beiden in der Lobby beobachtet, stellen sie überrascht fest, dass auch Hélène mit von der Partie ist und es sich lediglich um einen flotten Dreier handelt.
Kurze Zeit später verlässt Vincent Alice, da er geschäftlich nach New York City muss. Er verspricht ihr, dass sie bald wieder zusammen sein und über ihre Zukunft sprechen würden. Victors lakonischer Kommentar lautet, dass Götter nicht lieben, sondern sich lediglich lieben lassen. Betrauern kann sie diesen Verlust eigentlich nicht. Lediglich mehr dem Leben zuwenden möchte sie sich. Als dann Hélène auch noch ihrer eigenen Tochter Laura hinterherspioniert, muss sie diese begleiten. Doch entgegen der Befürchtung, dass sie sich mit einem reichen alten Mann trifft, der sie nur ausnutzt, erkennen beide, wie glücklich verliebt Laura in Achille ist. Dieser wird einige Zeit später zudem Alice helfen, gerade noch rechtzeitig ihr eigenes Leben in die richtigen Bahnen zu lenken. Denn durch Zufall trifft Victor im Hotel Plaza Athénée Woody Allen und bittet ihn darum, Alice ein kurzes Treffen zu gewähren. Allen sagt zu, doch weil er kurz vor der Abreise ist, wird die Zeit dafür knapp. Mit Achille als Chauffeur schafft Alice es in letzter Minute bis zum Hotel, vor dem sie Victor ihre Liebe gesteht. Im selben Augenblick verlässt Woody Allen das Hotel und ist im Begriff, den auf ihn wartenden Wagen zu besteigen. Dabei sieht er Alice und Victor in inniger Umarmung. Alice wendet sich um und winkt dem freundlich lächelnden Woody Allen zu, der ihre Geste erwidert.

## Kritik
„Liebenswerte Komödie um Romantiker und Chaoten, die zwar nicht ganz die inszenatorische Leichtigkeit der Woody-Allen-Klassiker entfaltet, gleichwohl bestens unterhält.“

„Mit ihrem Regiedebüt beweist Sophie Lellouche […] nicht nur komödiantisches Geschick, ihr gelingt auch ein wunderbarer Kniefall vor ihrem großen Idol Woody Allen. Der ließ es sich nicht nehmen, selbst die Kommentare einzusprechen und schließlich sogar mit einem Gastauftritt zu überraschen. Allen-Fans werden auch diese liebeswerte Hommage mögen, zumal auch Patrick Bruel wieder eine brillante Darstellung abliefert.“

„Die nun folgenden Kabbeleien […] sind vielleicht nicht so originell wie beim großen Vorbild, und doch ist Sophie Lellouche eine amüsante und unterhaltsame Hommage an Woody Allen gelungen. Das liegt vor allem an den spritzigen Dialogen und den gut aufgelegten Darstellern. Die schöne Alice Taglioni überzeugt als charmant-chaotische Stadtneurotikerin, Patrick Bruel als liebenswert-verschmitzter Realist, der die anspruchsvolle Träumerin doch erobert.“

## Hintergrund
Der Film hatte seine Weltpremiere am 2. April 2012 auf dem The Alliance Française French Film Festival in Australien. In Deutschland kam er am 4. Oktober 2012 in die Kinos und ist seit dem 1. März 2013 auf DVD und Blu-ray Disc erhältlich.